# Андреев, Александр Андреевич (полный кавалер ордена Славы)
Алекса́ндр Андре́евич Андре́ев (1910—1955) — советский военнослужащий, участник Великой Отечественной войны, полный кавалер ордена Славы, сапёр 661 отдельного сапёрного батальона (378-я стрелковая дивизия, 59-я армия, Волховский, Ленинградский, 2-й Прибалтийский фронты), старший сержант.

## Биография
Родился в крестьянской семье в деревне Степаньково (в настоящее время в Вяземском районе Смоленской области). Окончил 4 класса школы, работал в колхозе. В 1939—1940 годах служил в Красной Армии, принимал участие в советско-финской войне. Был демобилизован.
3 марта 1943 года был призван в Красную Армию Саранским РВК Мордовской АССР. С марта того же года на фронтах Великой Отечественной войны. Служил сапёром в 661-м отдельном сапёрном батальоне.
15 января 1944 года в ночном бою возле деревни Теремец Новгородского района Новгородской области уничтожил из личного оружия 14 солдат противника и пулемётную точку. 20 января 1944 года приказом он был награждён орденом Славы 3-й степени.
17 марта 1944 года при форсировании реки Нарва возле деревни Вэпскюла Нарвского района Эстонской ССР ворвался в окопы противника и уничтожил из автомата около 20 солдат и одного взял в плен. 22 апреля 1944 года он был награждён орденом Славы 2-й степени.
1 августа 1944 года в Латвийской ССР в бою возле деревни Ливани гранатой уничтожил пулемётную точку противника, и огнём из автомата убил двух солдат противника, представлявших опасность жизни командира роты. 24 марта 1945 года Указом Президиума Верховного Совета СССР он был награждён орденом Славы 1-й степени.
Был демобилизован в 1945 году. Работал на шахте в городе Черемхово Иркутской области.
Погиб на шахте 24 января 1955 года.